# Sportsman's Park
O Sportsman's Park foi um estádio multiuso localizado em St. Louis, Missouri, Estados Unidos, possuia capacidade total para 30.500 pessoas, foi a casa do St. Louis Cardinals da MLB e do St. Louis Cardinals da NFL.

## História
O estádio foi inaugurado em 1902 com capacidade para 8.000 pessoas, sua primeira ampliação foi em 1909, após a saída dos dois times em 1965 para mendarem seus jogos no Busch Memorial Stadium o estádio foi demolido em 1966.